# Јасмина Тешановић
Јасмина Тешановић (Београд, 7. март 1954) је српска политичка активисткиња, књижевница и феминисткиња. Поред учешћа у покретима Жене у црном и Ружичасти код, бави се превођењем и режијом.

## Биографија
Њена мајка, Вера Стефановић Тешановић је по професији била педијатар, а отац Гојко Тешановић инжењер и економиста. Обоје су били политички активни у Савезу комуниста Југославије Јосипа Броза Тита.
Као дете, Јасмина се заједно са родитељима преселила у Каиро, у Египат, где је похађала основну школи Порт Саид на енглеском језику. У Каиру је похађала часове клавира са хрватском пијанисткињом Мелитом Лорковић. Године 1966. заједно са родитељима се преселила у Милано, у Италији, где је наставила школовање у међународној британској школи. Године 1971. је уписала Универзитет у Милану, где је студирала право две године, а након тога се преписала на студије драмске уметности. Дипломирала је 1976. са тезом на тему Андреја Тарковског.
Године 1975. преселила се у Рим, где је живела са глумицом Лауром Бети, где се спријатељила са Пјером Паолом Пазолинијем.

## Активизам
Године 1978, заједно са Жараном Папић и Дуњом Блажевић, организовала је прву феминистичку конференцију у источној Европи доводећи разне италијанске феминисткиње, попут Дачие Марајини, Ане Марије Бети и Летиције Паилоци у Југославију. Организовање је кренуло неформалним путем, али су убрзо теме попут другог таласа феминизма, (не)једнакости и LGBT питања изазвале бурну реакцију. Међународна конференција је била осуђена од стране владајуће Комунистичке партије, као покушај увоза западне идеологије у земљу.
На почетку ратова деведесетих, постала је антиратна активисткиња против режима Слободана Милошевића: Жене у црном, Женске студије и сл. Једна је од десет оснивачица Центра за женске студије, а заједно са Славицом Стојановић је 1994. године отворила непрофитну издавачку кућу „Феминистичка 94“.
Јасмина Тешановић је од 2001. чланица норвешког ПЕН центра. 2004. говорила је на отварању у име жена и пацифизма. Дела ствара на три језика: енглеском, италијанском и српском.
Од 2005. године је чланица покрета „Ружичасти код“ који су покренуле Џоди Еванс и Медеа Бенџамин. Покрет је организовао пацифистичке акције у сарадњи са другим сродним групама од којих су неке биле усмерене против Буша, учешће у демонстрацијама против рата у Ираку итд.
Од 2008. године је куратор интернационалног tech art фестивала „Share“ у Торину где заједно са групом жена презентује радове на тему женског погледа на технологију.
Заједно са супругом Брусом Стерлингом и дизајнером Масимом Банцијем покренула је 2015. године пројекат Casa Jasmina чији је циљ сврсисходно коришћење технологије у домаћинству. Из разговора са женама настало је и писање манифеста под називом „Интернет женских ствари“.
| „ | Креативци доносе будућност, они јесу будућност и не смију то никада заборавити. Требали би остати вјерни себи. Тешко је преживјети када вам се уруши економски модел, али само се креативци могу препородити. Свијет се већ много пута срушио и за много људи, али се препородио. Кризе су и прилике. | ” |

## Стваралаштво
Прва књига есеја Јасмине Тешановић, „Невидљива књига“ постала је манифест алтернативне српске феминистичке/пацифистичке културе. Од тада је објавила неколико књига и збирки есеја преведених на неколико језика.
Ауторка је широко распрострањеног „Дневника политичког идиота“, дневника написаног за време рата током 1999. на Косову. Дневник представља анонимну исповест жене пацифисткиње у време санкција и бомбардовања Србије. Као први ратни дневник у историји онлајн дневника објављен је у виду књиге на 12 језика.
Есеј „Балкан не постоји“ написан је пред учешће на прослави чувеног факултета Bocconi 2001.године. У есеју Балкан је метафора која се појављује свуда, а стереотипе о региону објашњава кроз термин глобализација балканизације.
Ауторка је активистичко-феминистичке књиге „Шкорпиони-дизајн злочина“ која се бави суђењем Шкорпионима, паравојној јединици осуђеној за геноцид у Сребреници. Заједно са Женама у црном пратила је годину и по дана сесије суђења (2005) и писала извештаје о шесторици ухапшених који су били кривци за масакр у којем је убијено 8000 људи и који су стрељања снимали камером. Књига је објављена на крају суђења,а изашла је и у Србији, Босни и Херцеговини и Хрватској.
2021. објављује роман „Кландестина“ који говори о убијеним женама чија се прича кроз историју фалсификује и прећуткује.
Преводила је италијанске књижевнике попут Итала Калвина, Елзе Моранте и Алберта Моравије, те објавила Антологију италијанске приповетке у оквиру Југославије.

## Филм
Снимила је пар видео перформанса са Студентским културним центром Београда, као и кратке филмове заједно са Радославом Владићем. Перформанси представљају импровизацију са камером и музиком на тему Нефертити и митовима о краљици о којој се ништа не зна.
Радила је као заменица режисера и писца Живојина Павловића на филму Задах тела, који је освојио главне награде на Филмском фестивалу у Пули 1983.
Снимање филма „Јасмина и рат“ маја 1999.године представља сарадњу са немачком телевизијом SWR и Динком Туцаковићем. Сниман у најтежим условима по Јасминином дневнику и сценама бомбардовања доживео је своју премијеру на многим светским фестивалима попут фестивала у Венецији (1999), Лајпцигу итд.

## Приватни живот
Јасмина Тешановић има кћерку Ксенију из брака са песником Рашом Ливадом. Током деведесетих година, била је удата за новинара и писца Душана Величковића.
Године 2005, удала се за америчког научно-фантастичног писца Бруса Стерлинга.

## Награде
Награда Борислав Пекић, 1996. године
Када је 2004. године додељена главна Хирошима награда за мир и културу Борки Павићевић, српске књижевнице и мировне активисткиње, Биљана Србљановић и Јасмина Тешановић су добиле додатне награде, као, такорећи, другопласиране.

### Дела
- Невидљива књига (1992, Вршац) – приче, есеји
- У егзилу (1994, Феминистичка 94) – две новеле
- Женска књига (1996, Феминистичка 94) – приче
- Кофер (1997, California University Press, Berkley) – приче жена избеглица
- Сирене (1997, Феминистичка 94) – роман/есеј
- Они то раде (1997, Феминистичке свеске) – драма
- Нормалност: Морална опера једног политичког идиота (1999, Феминистичка 94/Free B92) – дневник/есеј
- Балкан не постоји (2001) - есеј
- Ја и моја мултикултурална улица (2001, Феминистичка 94) – есеји о рату
- Matrimonium (2003, Феминистичка 94) – есеј/дневник о мајци
- Дизајн злочина, Суђење Шкорпионима (ВБЗ Сарајево, Загреб, Београд, 2009) - хроника
- Мој живот без мене (2013, Ренде) – мемоари
- Кландестина (2021, Ренде) – роман

### Филмови
- Приватне мане, јавне врлине (Микос Јанч, 1975)
- Difficile Morire, artistic collaboration on Umberto Silva's film, (Rome 1977)
- Јутро – подне - вече (по причи Давида Албахарија, 1978)
- Mother and Sinner, with Rade Vladic (Београд, 1978)
- Нефертити је била овде (1979-2003)
- Задах тела (Живојин Павловић, 1982)
- Јасмина и рат 1999, сарадња са немачком телевизијом SWR
- Stencil Art in Serbia (Београд, 2007)
- A Minute to Twelve (Београд, 2007)
- Invisible Cities (Београд, 2008)
- Rafts (Београд, 2008)
- Participation (Београд, 2008)
- Blogs (Београд, 2008)
- Recycling Romany (Београд, 2008)